# Notre-Dame-de-Mésage
Notre-Dame-de-Mésage és un municipi francès situat al departament de la Isèra i a la regió d'Alvèrnia-Roine-Alps. L'any 2007 tenia 1.216 habitants.

## Demografia

### Població
El 2007 la població de fet de Notre-Dame-de-Mésage era de 1.216 persones. Hi havia 464 famílies de les quals 80 eren unipersonals (32 homes vivint sols i 48 dones vivint soles), 164 parelles sense fills, 192 parelles amb fills i 28 famílies monoparentals amb fills.
La població ha evolucionat segons el següent gràfic:
Habitants censats

### Habitatges
El 2007 hi havia 492 habitatges, 460 eren l'habitatge principal de la família, 9 eren segones residències i 23 estaven desocupats. 421 eren cases i 71 eren apartaments. Dels 460 habitatges principals, 408 estaven ocupats pels seus propietaris, 46 estaven llogats i ocupats pels llogaters i 6 estaven cedits a títol gratuït; 2 tenien una cambra, 13 en tenien dues, 55 en tenien tres, 145 en tenien quatre i 246 en tenien cinc o més. 389 habitatges disposaven pel capbaix d'una plaça de pàrquing. A 131 habitatges hi havia un automòbil i a 315 n'hi havia dos o més.

### Piràmide de població
La piràmide de població per edats i sexe el 2009 era:
| Homes | Edats   | Dones |
| ----- | ------- | ----- |
| 0     | 95 o +  | 0     |
| 0     | 90 a 94 | 0     |
| 4     | 85 a 89 | 4     |
| 0     | 80 a 84 | 4     |
| 8     | 75 a 79 | 20    |
| 16    | 70 a 74 | 20    |
| 4     | 65 a 69 | 4     |
| 16    | 60 a 64 | 16    |
| 44    | 55 a 59 | 32    |
| 76    | 50 a 54 | 84    |
| 100   | 45 a 49 | 88    |
| 36    | 40 a 44 | 60    |
| 32    | 35 a 39 | 12    |
| 32    | 30 a 34 | 40    |
| 20    | 25 a 29 | 44    |
| 60    | 20 a 24 | 24    |
| 48    | 15 a 19 | 68    |
| 44    | 10 a 14 | 44    |
| 20    | 5 a 9   | 48    |
| 12    | 0 a 4   | 16    |

## Economia
El 2007 la població en edat de treballar era de 888 persones, 603 eren actives i 285 eren inactives. De les 603 persones actives 570 estaven ocupades (296 homes i 274 dones) i 33 estaven aturades (14 homes i 19 dones). De les 285 persones inactives 133 estaven jubilades, 84 estaven estudiant i 68 estaven classificades com a «altres inactius».

### Ingressos
El 2009 a Notre-Dame-de-Mésage hi havia 463 unitats fiscals que integraven 1.241 persones, la mediana anual d'ingressos fiscals per persona era de 21.692 €.

### Activitats econòmiques
Dels 28  establiments que hi havia el 2007, 10 eren d'empreses de construcció, 4 d'empreses de comerç i reparació d'automòbils, 1 d'una empresa de transport, 2 d'empreses d'informació i comunicació, 2 d'empreses immobiliàries, 6 d'empreses de serveis i 3 d'empreses classificades com a «altres activitats de serveis».
Dels 11 establiments de servei als particulars que hi havia el 2009, 3 eren paletes, 1 guixaire pintor, 2 fusteries, 1 lampisteria, 3 electricistes i 1 saló de bellesa.

## Equipaments sanitaris i escolars
El 2009 hi havia 1 escola maternal i 1 escola elemental.

## Poblacions més properes
El següent diagrama mostra les poblacions més properes.